# Paloznak, Veszprém
Paloznak  este un sat în districtul Balatonfüred, județul Veszprém, Ungaria, având o populație de 461 de locuitori (2011). 

## Demografie
Componența etnică a satului Paloznak
     Maghiari (91,23%)
     Germani (6,87%)
     Necunoscut (1,9%)
     Alții (1,9%)
Componența confesională a satului Paloznak
     Romano-catolici (51,63%)
     Reformați (14,32%)
     Fără religie (5,64%)
     Luterani (2,82%)
     Atei (1,08%)
     Necunoscută (24,51%)
     Alte religii (2,17%)
Conform recensământului din 2011, satul Paloznak avea 461 de locuitori. Din punct de vedere etnic, majoritatea locuitorilor (91,23%) erau maghiari, cu o minoritate de germani (6,87%). Apartenența etnică nu este cunoscută în cazul a 1,9% din locuitori.  Din punct de vedere confesional, majoritatea locuitorilor (51,63%) erau romano-catolici, existând și minorități de reformați (14,32%), persoane fără religie (5,64%), luterani (2,82%) și atei (1,08%). Pentru 24,51% din locuitori nu este cunoscută apartenența confesională.